# Arjuzanx
Arjuzanx è un comune francese di 212 abitanti situato nel dipartimento delle Landes nella regione della Nuova Aquitania.

## Società

### Evoluzione demografica
Abitanti censiti